# Claterna submemorans
Claterna submemorans är en fjärilsart som beskrevs av Walker 1858. Claterna submemorans ingår i släktet Claterna och familjen nattflyn. Inga underarter finns listade i Catalogue of Life.